# Hugh Harman
Hugh Harman (Pagosa Springs, Colorado, 31 d'agost de 1903 - Chatsworth, Califòrnia, 25 de novembre de 1982) va ser un director, productor, actor i guionista estatunidenc. Va ser el cofundador de l'estudi d'animació Harman-Ising Studio amb Rudolf Ising.

## Biografia
Va ser contractat per Walt Disney l'any 1922 com presentador a l'estudi Laugh-O-Gram Films llavors instal·lat a Kansas City. Però després de la fallida de l'estudi, Walt se'n va a Califòrnia. Amb Alice's Wonderland, l'última pel·lícula produïda per Laugh-O-Gram, Walt refunda un nou estudi, el Disney Brothers Studios. Harman s'hi uneix i treballa a la sèrie Alice Comedies.
Després d'alguns anys al si del Disney Brothers Studios, Harman decideix fundar el 1928 amb Rudolf Ising el seu propi estudi, el Harman-Ising Studio.

## Filmografia

### Animador
| - 1922: Jack and the Beanstalk - 1922: Goldie Locks and the Three Bears - 1922: Puss in Boots - 1922: Cinderella - 1923: Alice's Wonderland - 1925: Alice's Tin Pony - 1925: Alice Chops the Suey - 1925: Alice the Jail Bird - 1925: Alice Plays Cupid - 1925: Alice Rattled by Rats - 1925: Alice in the Jungle - 1926: Alice on the Farm - 1926: Alice's Balloon Race - 1926: Alice's Little Parade - 1926: Alice's Mysterious Mystery | - 1926: Alice's Orphan - 1926: Alice Charms the Fish - 1926: Alice's Monkey Business - 1926: Alice in the Wooly West - 1926: Alice the Fire Fighter - 1926: Alice Cuts the Ice - 1926: Alice Helps the Romance - 1926: Alice's Spanish Guitar - 1926: Alice's Brown Derby - 1926: Alice the Lumberjack - 1927: Alice the Golf Bug - 1927: Alice Foils the Pirates - 1927: Alice at the Carnival - 1927: Alice at the Rodeo - 1927: Alice the Collegiate | - 1927: Alice in the Alps - 1927: Alice's Auto Race - 1927: Alice's Circus Daze - 1927: Alice's Three Bad Eggs - 1927: Alice's Knaughty Knight - 1927: Alice's Picnic - 1927: Alice in the Klondike - 1927: Alice's Medicine Show - 1927: Alice the Whaler - 1927: Alice the Beach Nut - 1927: Alice in the Big League - 1927: All Wet - 1928: Plane Crazy - 1933: Alice in Wonderland de Norman Z. McLeod, séquence "The Walrus and the Carpenter" |

### Director
| - 1928: Panicky Pancakes - 1928: The South Pole Flight - 1928: Rocks and Socks - 1929: Bosko the Talk-Ink Kid - 1930: Sinkin' in the Bathtub - 1930: Congo Jazz - 1930: Hold Anything - 1930: Box Car Blues - 1930: The Booze Hangs High - 1931: Big Man from the North - 1931: Ain't Nature Grand! - 1931: Ups 'n Downs - 1931: Dumb Patrol - 1931: Yodeling Yokels - 1931: Bosko's Holiday - 1931: The Tree's Knees - 1931: Bosko Shipwrecked! - 1931: Bosko the Doughboy - 1931: Bosko's Fox Hunt - 1932: Bosko and Honey - 1932: Bosko at the Zoo - 1932: Battling Bosko - 1932: Big-Hearted Bosko - 1932: Bosko's Party - 1932: Goopy Geer - 1932: Bosko and Bruno - 1932: Bosko's Dog Race - 1932: Bosko at the Beach | - 1932: Bosko the Lumberjack - 1932: Ride Him, Bosko! - 1932: Bosko the Drawback - 1932: Bosko's Dizzy Date - 1932: Bosko's Woodland Daze - 1933: The Shanty Where Santy Claus Lives - 1933: Bosko in Dutch - 1933: Bosko in Person - 1933: Bosko the Speed King - 1933: Bosko's Knight-Mare - 1933: Bosko the Sheep-Herder - 1933: Beau Bosko - 1933: Cubby's World Flight - 1933: Bosko's Picture Show - 1933: Bosko the Musketeer - 1933: Bosko's Mechanical Man - 1934: Tale of the Vienna Woods - 1934: Bosko's Parlor Pranks - 1935: Hey-Hey Fever - 1935: The Lost Chick - 1935: Poor Little Me - 1935: Good Little Monkeys - 1935: Run, Sheep, Run - 1936: Bottles - 1936: The Old Mill Pond - 1936: The Old House - 1936: To Spring | - 1937: Circus Daze - 1937: Swing Wedding - 1937: Bosko's Easter Eggs - 1937: Little Ol' Bosko and the Pirates - 1937: Little ol' Bosko and the Cannibals - 1938: Little ol' Bosko in Bagdad - 1938: Pipe Dreams - 1939: Art Gallery - 1939: Goldilocks and the Three Bears - 1939: The Bookworm - 1939: Peace on Earth - 1939: The Blue Danube - 1939: The Mad Maestro - 1940: A Rainy Day with the Bear Family - 1940: Tom Turkey and His Harmonica Humdingers - 1940: The Bookworm Turns - 1940: Papa Gets the Bird - 1940: The Lonesome Stranger - 1941: Abdul the Bulbul Ameer - 1941: The Little Mole - 1941: The Alley Cat - 1941: The Field Mouse - 1942: The Hungry Wolf - 1945: Winky the Watchman - 1946: Private Snafu Presents Seaman Tarfu in the Navy - 1946: Easy Does It - 1951: Good Wrinkles |

### Productor
| - 1929: Bosko the Talk-Ink Kid - 1930: Sinkin' in the Bathtub - 1930: Congo Jazz - 1930: Hold Anything - 1930: Box Car Blues - 1930: The Booze Hangs High - 1931: Big Man from the North - 1931: Ain't Nature Grand! - 1931: Ups 'n Downs - 1931: Dumb Patrol - 1931: Yodeling Yokels - 1931: Bosko's Holiday - 1931: The Tree's Knees - 1931: Bosko Shipwrecked! - 1931: Bosko the Doughboy - 1931: Bosko's Soda Fountain - 1931: Bosko's Fox Hunt - 1932: Bosko and Honey - 1932: Bosko at the Zoo - 1932: Battling Bosko - 1932: Big-Hearted Bosko - 1932: Bosko's Party - 1932: Bosko and Bruno - 1932: Bosko's Dog Race - 1932: Bosko at the Beach - 1932: Bosko's Store - 1932: Bosko the Lumberjack | - 1932: Ride Him, Bosko! - 1932: Bosko the Drawback - 1932: Bosko's Dizzy Date - 1932: Bosko's Woodland Daze - 1933: Bosko in Dutch - 1933: Bosko in Person - 1933: Bosko the Speed King - 1933: Bosko's Knight-Mare - 1933: Bosko the Sheep-Herder - 1933: Beau Bosko - 1933: Bosko's Picture Show - 1933: Bosko the Musketeer - 1933: Bosko's Mechanical Man - 1933: Gay Gaucho - 1934: The Discontented Canary - 1934: The Old Pioneer - 1934: Tale of the Vienna Woods - 1934: Bosko's Parlor Pranks - 1934: Toyland Broadcast - 1935: Hey-Hey Fever - 1935: When the Cat's Away - 1935: The Calico Dragon - 1935: The Chinese Nightingale - 1935: Poor Little Me - 1935: Good Little Monkeys - 1935: Barnyard Babies | - 1935: The Old Plantation - 1935: Honeyland - 1935: Alias St. Nick - 1935: Run, Sheep, Run - 1936: Bottles - 1936: The Early Bird and the Worm - 1936: The Old Mill Pond - 1936: Two Little Pups - 1936: The Old House - 1936: The Pups' Picnic - 1936: To Spring - 1936: Little Cheeser - 1936: The Pups' Christmas - 1937: Circus Daze - 1937: Swing Wedding - 1937: Bosko's Easter Eggs - 1937: Little Ol' Bosko and the Pirates - 1937: The Hound and the Rabbit - 1937: The Wayward Pups - 1937: Little ol' Bosko and the Cannibals - 1937: Little Buck Cheeser - 1938: Little ol' Bosko in Bagdad - 1938: Pipe Dreams - 1938: The Little Bantamweight - 1939: Peace on Earth - 1945: Winky the Watchman |

### Actor
- 1923: Alice's Wonderland
- 1932: Ride Him, Bosko!: Dibuixant